# Louella Parsons
Louella Rose Parsons (z domu Oettinger; ur. 6 sierpnia 1881 we Freeport, zm. 9 grudnia 1972 w Santa Monica) – amerykańska pisarka, dziennikarka i scenarzystka.
Karierę w branży filmowej rozpoczęła w 1911, kiedy została zatrudniona przez wytwórnię Essanay z Chicago jako główna scenarzystka. By uzyskać angaż, zaprzyjaźniła się z żoną współzałożyciela spółki, George’a Spoora, która przekonała męża do zatrudnienia pisarki. Jako dziennikarka prowadziła kolumnę plotkarską. W 1928 utworzyła stowarzyszenie Hollywood Women’s Press Club, które od 1941 przyznawało Golden Apple Award.
Miała trzech mężów, Henry’ego Watsona Martina, Johna McCaffreya Juniora i Johna Dementa Parsonsa.

## Filmografia
scenarzystka
- 1915: Jego nowe zajęcie

## Wyróżnienia
Posiada dwie gwiazdy na Hollywoodzkiej Alei Gwiazd.